# Histoire de Juliette, ou les Prospérités du vice
Histoire de Juliette, ou les Prospérités du vice també anomenada Juliette, és una novel·la escrita pel Marquès de Sade i publicada entre 1797 i 1801, que acompanya la versió de 1797 de la seva novel·la Justine ou les Malheurs de la vertu. Es tracta de les obres amb més influència de l'autor, junt amb altres com Les Cent Vingt Journées de Sodome, ou l'École du libertinage.

## Orígens
La producció de novel·les pornogràfiques clandestines es va convertir en un recurs econòmic beneficiós per a Sade al 1799, La novel·la de Justine seguida de la de Juliette, la seva germana, a qui va renegar ferotgement, li va permetre pagar els seus deutes més flagrants. Les convulsions del llibre només es produiran un any després de la seva publicació, però ja, el llaç es va estrènyer. La premsa es desferma contra ell i persisteix a atribuir-li Justine malgrat les seves negacions.

## Argument
Juliette i Justine eren dues nenes que tenien 14 i 12 anys respectivament quan van quedar òrfenes i totalment soles. En sortir del convent, totes dues van decidir agafar camins diferents. Juliette, una bella jove, va decidir començar a treballar en un bordell. Cal esmentar que al convent va estar exposada a pràctiques sexuals diverses, per la qual cosa es va adaptar fàcilment al camí del vici, la depravació i els diners. Justine, per altra banda, va buscar desesperadament obrir-se camí en un món cruel, sent una jove virtuosa. Desgraciadament es trobarà tota mena de personatges sàdics i pervertits que la utilitzaran i n'abusaran.

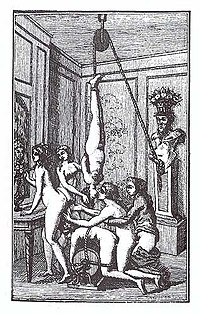
Il·lustració d'una edició holandesa del llibre, (c. 1800).

Juliette es converteix en la cortesana preferida dels homes i de les dones de l'alta societat i, per tant, aconsegueix fer-se una fortuna miserable. En el transcurs de la seva vida arriba a cometre homicidis i infanticidis sense importar-li les repercussions. La sort de Juliette va augmentar quan un home de cognom Noirceuil se la va emportar a casa seva per complaure tots els seus desitjos carnals, a canvi de grans quantitats de diners pels seus serveis.
A poc a poc Juliette va vivint coses cada cop més atroces que li provoquen plaer. Temps després, Noirceuil la posa en contacte amb un home molt poderós, Saint Fond, que ja no es conforma amb el mer plaer del dolor, sinó que arriba a cometre homicidis per aconseguir més plaer. Juliette ha d'obeir a les seves ordres, sense donar la més mínima mostra de bondat, ja que si arriba a contradir-ho es convertiria en una víctima més de Saint Fond. Al costat de Saint Fond, Julieta pot cometre qualsevol acte atroç sense córrer cap risc de ser jutjada, ja que aquest home té moltes influències.
Juliette demana al lector que la compari amb la seva germana, doncs per a aquest llavors ella posseeix una gran fortuna. Cada mes li quedaven dos milions de lliures per gastar en allò que ella volgués. A Julieta se li acudeix que si era gloriós negar el bé, encara resultaria més deliciós provocar el mal. Quan es retroba amb la seva germana Justine, que ha viscut una vida d'horror i misèria a causa del seu afany per actuar de forma virtuosa, Juliette l'acull al palau. Justine és tractada bé i gaudeix de luxes per primera vegada a la seva vida. No obstant, un llamp acaba amb ella furtivament. Davant la mort de la seva germana, es diu que Juliette abandona la seva vida pecaminosa per internar-se a un convent. Tot i això, aquest fet és desmentit per ella mateixa, argumentant que aquesta història és una injúria amb l'objectiu de desacreditar-la i declarant que no es penedeix en absolut del seu estil de vida. L'obra finalitza amb la declaració de Juliette d'haver aconseguit tot allò que desitjava a la vida, haver viscut com ella ha volgut en tot moment, i desitja al lector que reflexioni sobre el seu exemple per fer els passos cap a una vida feliç.

## Anàlisi
Juliette és la història de dues germanes que a primerenca edat queden òrfenes i experimenten la vida per diferents camins. El camí de la virtut és escollit per Justine i el del vici per Julieta. Es retrata una societat injusta embolicada per una doble moral, en la qual critica de manera directa l'església, el govern i la manera com la societat es mou. Violència, sadisme i pràctiques sexuals extremes formen aquesta novel·la, satiritzant la crueltat de la seva època:
La virtut i el vici com a temes contrastants ressalten a la construcció de l'obra. El Marquès de Sade ressalta que la virtut és aixafada pel vici; mentre que el vici obté avantatges i prospera. Les idees exposades per l'autor a la novel·la són radicals per a la seva època elaborant crítiques fortes a l'organització social ia la religió. La seva manera de veure la vida i d'expressar-se li va valer la condemna a mort i la reclusió de per vida.

## Censura
Juliette segueix un patró de scenes violentes i pornogràfiques, seguides de llargs tractats filosòfics que aborden temes com la teologia, la moral, l'estètica i la metafísica mundial. Els autors Max Horkheimer i Theodor Adorno a l'assaig Juliette or Enlightenment and Morality l'analitzen com l'encarnació de la filosofia de la il·lustració, ja que Juliette demonitza el catolicisme i la civilització en el seu conjunt, afavorint el sistema i la conseqüència.
Tant Justine com Juliette es van publicar de manera anònima i van ser censurades per les seves temàtiques eròtiques, polítiques, socials i religioses. El govern va criticar i descontentar-se amb la publicació de les novel·les, que van circular clandestinament durant el segle XIX. Va ser en el segle XX quan els escrits de Sade van començar a ser lliurement publicats.
El Marquès de Sade va ser empresonat sense judici durant els últims tretze anys de la seva vida a causa de les seves obres, que van ser considerades polèmiques i dementes. Malgrat la censura i la repressió, Sade va continuar escrivint i va deixar un llegat literari important per a la història de la literatura i la filosofia.